# 博克多汗国
大蒙古國（「共戴蒙古國」），因统治者为博克多汗也俗稱博克多汗國（Богд хаант Монгол улс），是1911年—1915年以及1921年—1924年存在于外蒙古的国家政權。而在1915年-1919年的「自治時期」，蒙古繼續保留了獨立国家实体的所有属性，名義上的宗主國中華民國不能干預外蒙古的內政。
1911年12月29日，哲布尊丹巴呼圖克圖受到喀爾喀蒙古四部的擁戴，宣佈脫離大清帝國獨立，登基成為“博克多格根额真汗”，建立藏传佛教的神权國家。至1915年6月9日因《中俄蒙協約》的簽訂而取消獨立，宣佈接受中華民國的宗主權並實行「自治」。1919年，北洋政府廢除《中俄蒙協約》，派徐树铮帶領军队前往占領外蒙古，取消了其自治的權利。此後北洋政府直接统治外蒙古，直至1921年俄國白軍將中國勢力驅逐，大蒙古國重建。然而不久之後在蘇聯影響下大蒙古國就發生了共產主義革命，蒙古人民党於7月11日取得政权，改為实行君主立宪制，博克多汗成為了沒有實權的名義君主。1924年博克多汗逝世後，蒙古在11月26日修改憲法，正式將君主立憲制的大蒙古國改為社會主義的蒙古人民共和国。
大蒙古國是事實獨立的政體，成立初期僅獲得另一個事實獨立的政體西藏的支持，且二者之間所簽訂的互相承認條約之合法性受到質疑。除此之外，它沒有受到國際上任何一個國家的承認。1921年蒙古人民党夺权後，君主立宪制的蒙古政府获得了蘇維埃俄國的承认。而當時的中華民國北京政府不承認外蒙古的獨立，直至1946年中華民國首次承認和2012年再次確認外蒙古獨立為止。

## 歷史

### 博克多汗统治

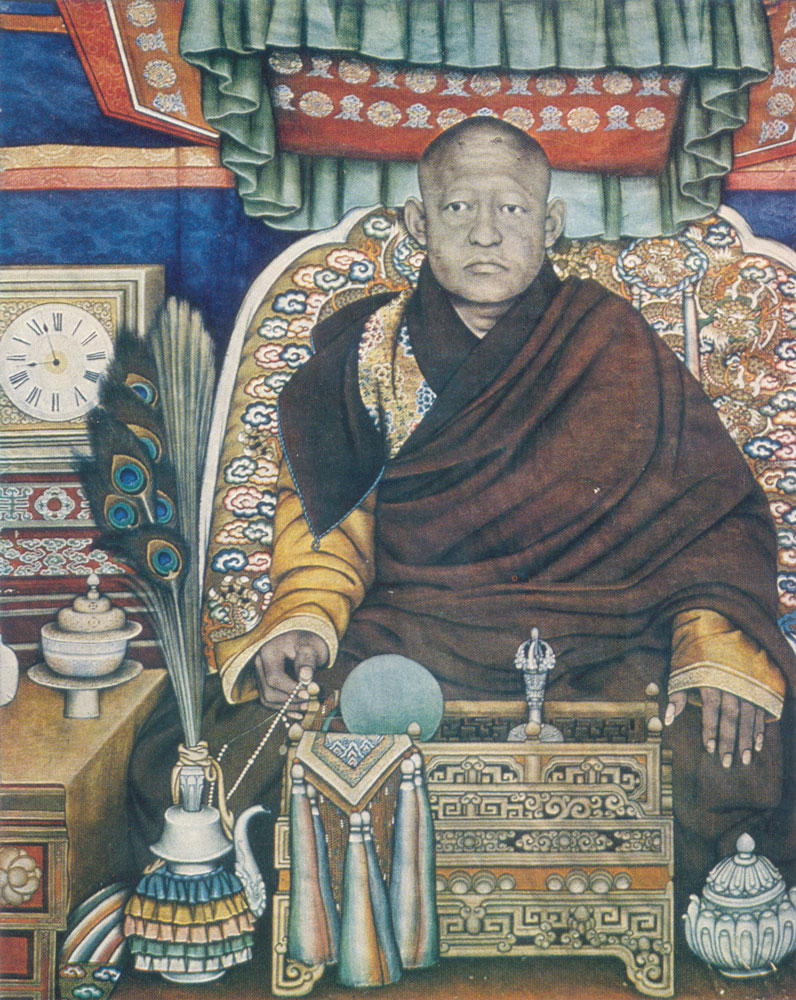
博克多汗（第八世哲布尊丹巴呼图克图）

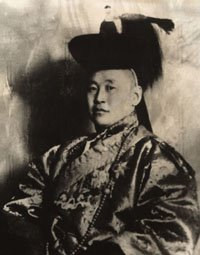
赛音诺颜汗那木囊苏伦，1912年至1919年的蒙古总理

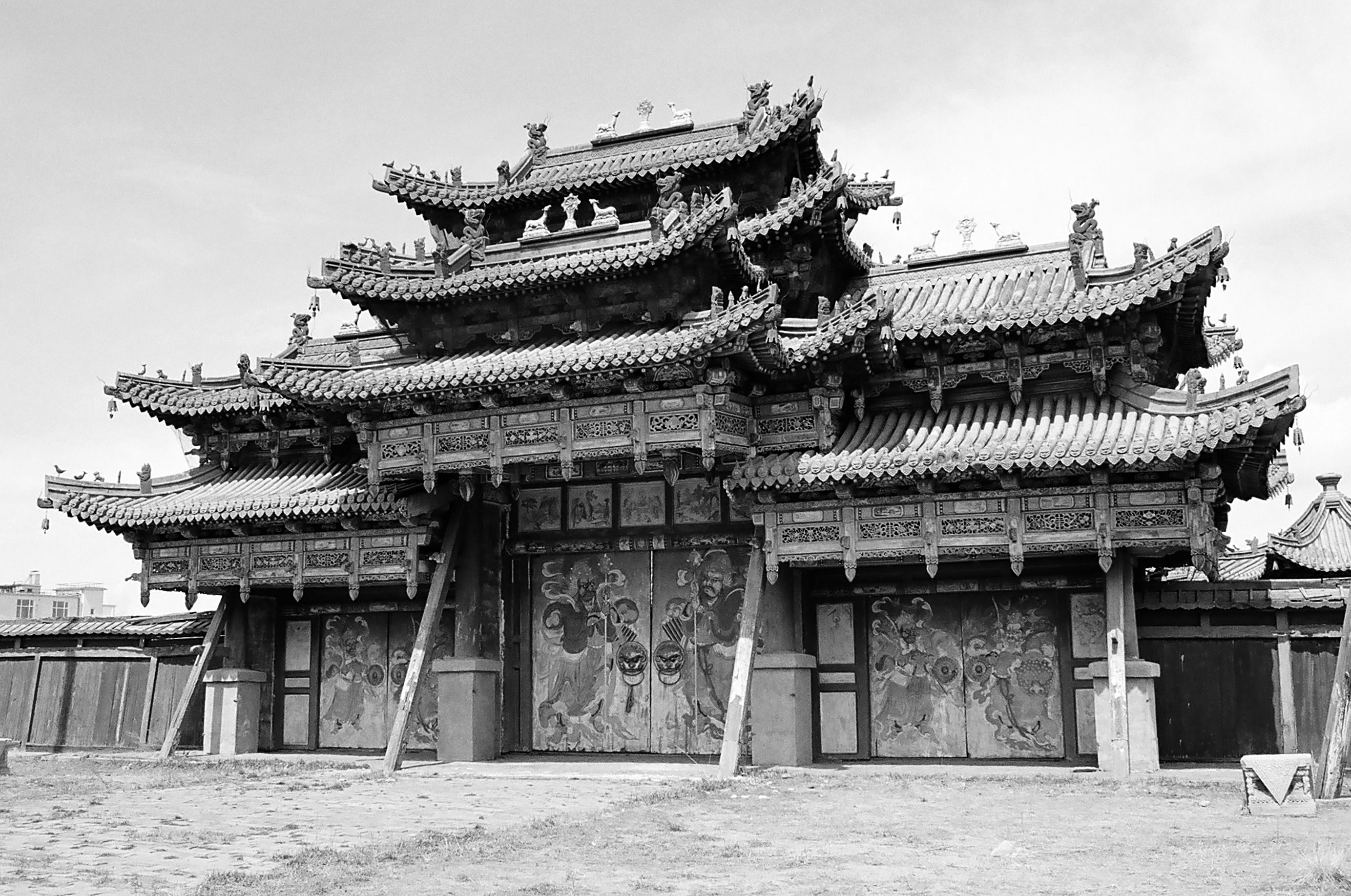
博克多汗冬宫的其中一道闸

1911年至1919年是博克多汗直接统治外蒙古的时期。其中1911年至1915年博克多汗国实际独立，1915年至1919年处于俄罗斯帝国保护的中华民国的自治下，直至1919年徐树铮出兵蒙古撤销自治为止。1911年10月，统治外蒙古的清朝爆发辛亥革命，清朝在外蒙古的控制力急剧减弱。1911年11月初，以土谢图汗部盟长、左翼后旗札萨克镇国公察克都尔扎布为首的“临时总理喀尔喀事务衙门”在库伦成立。
1911年12月1日，临时总理喀尔喀事务衙门在库伦发布通告，宣告外蒙古独立建国，并公举第八世哲布尊丹巴为皇帝。旋即经由喇嘛占卜确定蒙历白阴猪儿年（共戴元年）仲冬月（十一月）初九日午时（上午11时至下午1时）为登极之良辰吉日。12月1日（宣统三年十月十一日乙已）即宣告独立当天，库伦方面向清朝库伦办事大臣三多发出最后通牒，宣告外蒙古独立，勒令三多率官员人等退出外蒙古辖境。1911年12月13日，集会于库伦的王公和喇嘛向喀尔喀四部副将军、堪布诺们罕（彭楚克）和商卓特巴（巴德瑪多爾濟）发布通令：“我们业已宣布将在（仲冬月）阴历初九日共举博克多格根为大汗。”（“博克多格根”为第八世哲布尊丹巴敬称）1911年12月29日（蒙历仲冬月初九日，宣统三年十一月初十日癸酉），第八世哲布尊丹巴在库伦登极称“额真汗”（Эзэн хаан，「君主」）。1911年12月30日，额真汗发布上谕，对参与独立有功的人员加以封赏，从而成立了大蒙古国政府。博克多汗国实行政教合一，且融合了清朝和欧洲的政治体系，博克多汗是最高统治者，年号“共戴”，拥有自己的军队、议会和内阁。
1912年1月中旬，呼伦贝尔地区巴爾虎、額魯特总管胜福、车和扎、成德等王公在外蒙古独立后响应大蒙古国，呼伦贝尔亦宣布独立。2月中旬，胜福、车和扎等人派达木丁苏伦、盖哈苏赴外蒙古库伦，所带致内务大臣达喇嘛车林齐密特的复函云：“您通过特别信使送来的一份官方文件，我们业已收悉。所闻博克多于仲冬月初九日登极，我们衷心为他析祷。”
1912年1月，在俄罗斯帝国驻乌里雅苏台城哥薩克的幫助下，该处的札萨克图汗索特那木拉布坦饬令清朝乌里雅苏台将军奎芳、乌里雅苏台参赞大臣荣恩等人，限“于七日内将仓库、银、缎、军装等项，一律交蒙参赞接收，自备资斧回籍”。奎芳拒不答应，但未采取防范措施。最終經俄国领事出面威胁，一隊哥萨克骑兵借口保护人員安全，强行将奎芳一行人押解出境。
1912年5月，科布多之戰爆發，海山、马克思尔扎布和丹毕坚赞喇嘛率军5000多人进攻科布多。8月6日科布多城被外蒙古军队占领，經俄方調停，清朝科布多参赞大臣溥𨬔及官员和居民700多人，被俄军押解出境。至此，大蒙古国已经基本上控制了外蒙古全境。

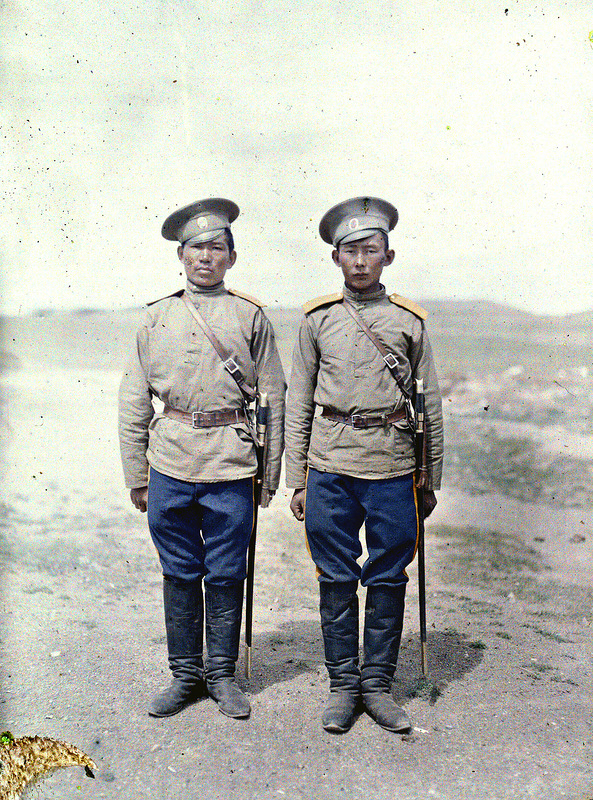
俄国派驻库伦的哥萨克士兵

在1912年至1915年间，博克多汗国努力在国际争取认可，同時外蒙古統一內蒙古的努力也宣告失敗。俄国政府的表態模棱兩可，既不完全支持蒙古独立，也反对中国控制蒙古，在五路戰爭中更是切斷了對外蒙古的支持。而中华民国北京政府則認定外蒙古是其不可分割的一部分，謀求恢復其在外蒙古的主權。1912年11月3日，俄国前任驻华公使廓索维茨在库伦与蒙古签订《俄蒙协约》及《俄蒙协约专条》，俄国以支持蒙古自治换取了在外蒙享有排他性商业地位，而对中国在外蒙的主权只字未提。引起中国不满，经过谈判，1913年9月18日，中国外长孙宝琦同俄国驻华公使库朋斯齐达成《中俄声明文件》，其内容对华更为不利，中国同样做出了不在外蒙驻兵、殖民、设官，承认外蒙自治，承认《俄蒙协约》及其专条的让步，但换回的是俄国承认中国在外蒙的宗主权，基于宗主权而衍生出俄国承认外蒙古为中国领土一部分。中国对蒙权力已由主权沦为宗主权。
1915年，《中俄蒙协约》签订，这表明中华民国对外蒙古拥有了宗主权，但是俄国人也得到了各种殖民特权。据此，同年6月9日，外蒙古宣布取消“独立的大蒙古国与共戴年号”。袁世凯册封八世哲布尊丹巴为“呼图克图汗”，并赦免独立运动人士。外蒙古取消独立，实行自治。此时外蒙古上层的僧俗两派斗争趋于白热化，哲布尊丹巴呼图克图派人毒死了外务大臣杭达多尔济，压制了世俗王公的势力。博克多汗国从“独立国家”转为“自治”，但是中国无法在蒙古驻军、移民，博克多汗仍是外蒙古实际上的最高统治者。

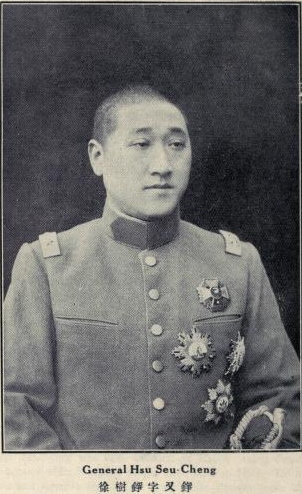
徐树铮

1917年，俄国革命爆发，一年后俄国内战爆发，改变了外蒙古的政治格局。苏维埃俄国政府在1917年和1919年两次发表对华宣言，宣布废除帝俄与中国签订的不平等条约。苏维埃俄国在1919年7月25日发表对外蒙古声明，称外蒙古是一个独立的国家，要求与之建立外交关系，实际上继续支持外蒙古独立。为了避免被布尔什维克占领，外蒙古统治者只好向驻库伦的北洋政府办事大員陈毅请求军事支援，1918年，一支数百人的部队自内地出发，但并未抵达目的地，因为北洋政府仍不想违反《中俄蒙协约》。
1919年初期，贝加尔湖地区白军将领格里戈里·谢苗诺夫建立了一支部队，意图在蒙古建立政权。8月，外蒙古外事人员请求陈毅支援一支应对谢苗诺夫的部队。1919年11月7日，中华民国大总统徐世昌和国务总理段祺瑞决定出兵外蒙，派皖系将领徐树铮率兵进入外蒙古库伦，挟持“内阁总理”巴德玛多尔济，软禁哲布尊丹巴活佛，并召陈毅回京，全面否定《中俄声明》。11月17日，外蒙古正式上书中华民国大总统徐世昌，呈请废除俄蒙一切条约。南方孙中山护法军政府亦致电庆贺。11月22日以《中国大总统公告》下令取消外蒙古自治，恢复旧制。

### 中华民国政府直接统治
1919年至1921年，北洋政府直接统治外蒙古。北洋政府在库伦设立了“中华民国西北筹边使公署”，由皖系军阀徐树铮部在外蒙古驻防，并派兵佔領唐努乌梁海。12月，他回到库伦，组织一次正式的权力移交仪式：士兵们一字排开站在博克多汗冬宫前，一辆轿子上放着中华民国大总统的肖像，五色旗和一个军乐队紧随其后。但在那天晚上，一些蒙古牧民和喇嘛聚集在宫殿前，扯下了挂在大门上的五色旗。徐树铮在外蒙古期间，不顾其传统习俗，全面推行新政改革，致使外蒙古上层集团对北洋政府的统治更加不满。

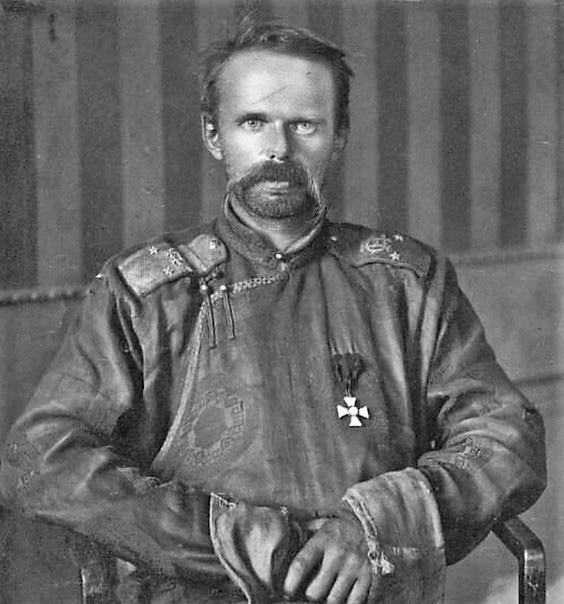
罗曼·冯·恩琴

1919年至1920年间，一些蒙古人为抵抗中华民国的统治，建立了“领事坡”（Консулын дэнж）和“东库伦”（Зүүн хүрээ）等抵抗组织。“领事坡”的建立者是道格索姆·鲍道，曾是位喇嘛，受过高等教育，在博克多汗直接统治时期，于俄国领事馆工作。其合作者是霍尔洛·乔巴山，后来被称作“蒙古的斯大林”。东库伦的领导者是索林·丹增和丹斯兰比勒格·道格松，另外的成员还有达木丁·苏赫巴托尔，一名蒙古军人，被称作“蒙古的列宁”。该组织曾试图刺杀徐树铮，未遂。
1920年6月，在苏俄的帮助下，「领事坡」和「东库伦」两个革命小组合并，成立蒙古人民党（后更名为蒙古人民革命党），并派索林·丹增和霍尔洛·乔巴山前往苏俄作为代表。蒙古人民党的7位主要人物，包括索林·丹增、霍尔洛·乔巴山、达理扎布·洛索勒、丹巴·恰格达尔扎布、道格索姆·鲍道、L·丹德夫和达木丁·苏赫巴托尔后动身前往苏俄寻求帮助。七人拟定了一个更具革命性的目标——废除蒙古贵族的政治权利，建立一个由博克多汗领导的君主立宪制政权。

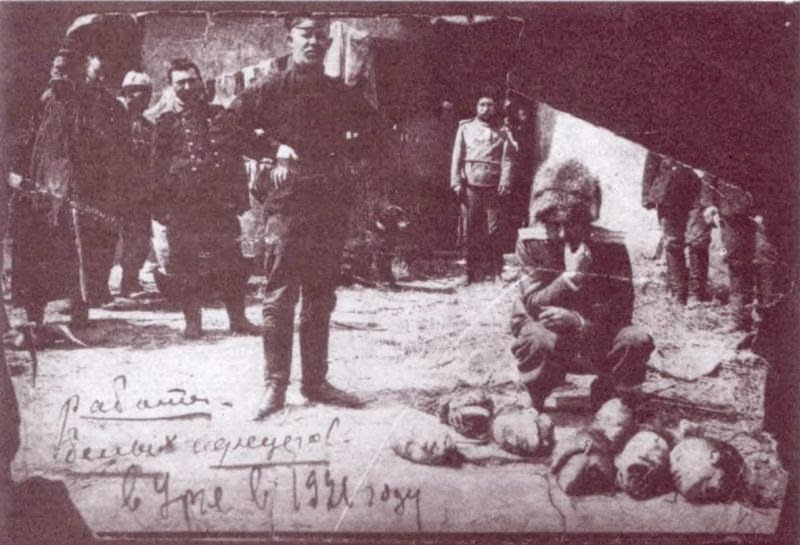
恩琴占领库伦后，白俄军站在杀害的中国人头颅旁

1920年7月，中国爆发直皖战争，徐树铮率军返回内地，战败，旋遭通缉，逃入日本使馆，库伦仅留守部份兵力。此时，“血腥男爵”罗曼·冯·恩琴领导下的俄国白军对外蒙古的进攻使得苏俄方面注意到了外蒙古问题。自1920年10月底到11月，1000名白军士兵已经包围了库伦的7000名中国守军。莫斯科命令红军第5军越过俄中边境进攻冯·恩琴的部队。然而，被包围的中国守军在此期间成功击退了冯·恩琴的部队，打乱了苏俄的战略。远东共和国的军队已经精疲力竭，只有红军第5军留在远东战线，因此红军于11月28日放弃了进攻计划。
1921年2月，罗曼·冯·恩琴再次进攻库伦，战胜了中国守军。库伦陷落后，中国士兵和汉人平民紧急撤离外蒙古，北洋政府驻乌里雅苏台和科布多的军政管理部门迁往新疆。在罗曼·冯·恩琴主使下，博克多汗再次成为了外蒙古统治者。2月22日，大蒙古国政府重建，并举行了隆重的仪式。北京政府大总统徐世昌下令命张作霖收复外蒙古，他仅作了敷衍，并未出兵至蒙古。

### 蒙古人民党统治

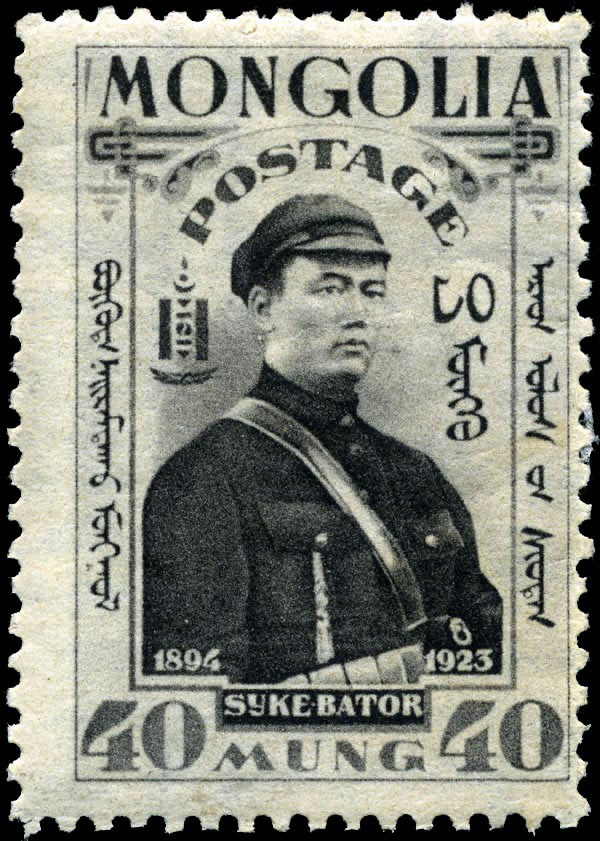
纪念达木丁·苏赫巴托尔的邮票（1932年）

1921年2月10日，伊尔库茨克的共产国际举行了全体会议，通过了“支援蒙古人民的解放和独立斗争”的决议。蒙古人民党迅速崛起。为了将蒙古人民党统合起来，1921年3月1日至3日，蒙古人民党一大召开。3月13日，蒙古人民党“最初七人”建立了临时政府，后由道格索姆·鲍道领导。3月18日，400人的蒙古游击队从北洋军队手中攻占买卖城，大大鼓舞了游击队的士气。6月初，罗曼·冯·恩琴袭击了恰克图，战败溃退，损失惨重。6月28日，苏俄远征军主力进入蒙古，7月6日进入库伦。7月10日，蒙古人民党中央委员会通过决议：组建博克多汗国的新君主立宪制政府，由道格索姆·鲍道领导，博克多汗仍作为名义上的君主。7月11日，博克多汗再一次登上了宝座。
夺得政权后，蒙古人民党内部立即开始了残酷的权力斗争。原抵抗组织“领事坡”的领导者道格索姆·鲍道被指控与卫拉特独立运动领袖黑喇嘛以及中国和美国进行反革命活动，企图建立专制政府。鲍道于1922年1月7日被因所谓“健康原因”而免去政府内的全部职务；丹巴·恰克达尔扎布被指控为反革命及阴谋推翻政府，此二人于1922年8月31日被执行枪决。这被普遍视为1920年代到1930年代蒙古进行的政治清洗的开端。1923年2月14日到15日晚上，达木丁·苏赫巴托尔病倒，并于2月20日死亡。1940年代乔巴山统治时期称，苏赫巴托尔是被毒死的，但后来的社会主义出版物并没有明确讨论其死亡原因。原抵抗组织东库伦的领导者、第1任蒙古人民党中央委员会主席索林·丹增在1924年召开的蒙古人民党三大上被指控为叛徒，被宣判死刑。
1923年，苏赫巴托尔逝世之后，霍尔洛·乔巴山和其他蒙古人民党领导人按照列宁主义原则，准备在外蒙古彻底消灭封建势力，逐步使作为落后国家的蒙古不经过资本主义而向社会主义过渡。1924年5月20日，博克多汗逝世，君主立宪制的博克多汗国汗位空缺，人民革命党政府宣布不再寻找转世灵童。1924年6月8日至9月，蒙古人民党第三次代表大会决定将党名改为蒙古人民革命党，并制订了党在新的历史时期的总路线：“彻底消灭封建残余势力，发展生产力，提高人民的物质生活，在社会主义国家的帮助下，超越资本主义阶段向社会主义过渡。”1924年11月，第一届国家大呼拉尔通过了蒙古人民共和国首部宪法，蒙古人民共和国成立，博克多汗国结束。

## 外交
大蒙古国成立后，同俄罗斯帝国定有《俄蒙协约》。此外，大蒙古国方面还同西藏签订了相互承认独立的《蒙藏条约》。而汗國曾試圖與日本和歐洲國家建交但被俄羅斯方面阻止。
1915年，中俄蒙三方签署《中俄蒙协约》，外蒙古乃于1915年取消独立及年号，改为外蒙古自治。此后，博克多汗于1915年接受北洋政府册封。
1921年11月5日，《俄蒙修好条约》在莫斯科签字，条约中苏俄政府承认人民革命后的大蒙古国政府是蒙古唯一合法政府。

## 行政區劃
大蒙古國成立之初，下轄四個省（аймаг）、兩個邊區（хязгаар）：
- 扎薩克圖汗省（Засагт хан аймаг）
- 土謝圖汗省（Түшээт хан аймаг）
- 車臣汗省（Сэцэн хан аймаг）
- 賽音諾顏汗省（Сайн ноён хан аймаг）
- 科布多邊區（Ховдын хязгаар）
- 唐努烏梁海邊區（Тагнын Урианхайн хязгаар），名义上独立，1914年被沙俄事实上吞併為保护国。

1923年，蒙古人民黨執政當局依據山川河流對全國省、縣進行改名，之後下轄以下五個省：
- 杭特希爾烏拉省
- 博格多汗烏拉省
- 杭肯特烏拉省
- 齊齊爾里克曼達爾省
- 欽達木尼烏拉省

## 政府
大蒙古国政府最初由博克多汗于1911年12月30日颁布谕旨确定，设有外务部、内务部、兵部、财政部、司法部。该谕旨列出的封赏名单如下：

1. 土谢图汗部（右翼左旗）札萨克和硕亲王杭达多尔济，功勋卓著，著赐兼汗号额尔德尼达沁世爵，食双俸，赏黄马褂和黄缰，终生赏坐绿围车。并充任朝臣，著授外务大臣之职。
2. （库伦的）达喇嘛车林齐密特，著赐沁苏珠克图名号，赏带有三层锦缎坐垫和靠背的坐椅，并赏黄缰，坐绿围车，食亲王俸，免纳财产税。并充任朝臣，著授内务大臣之职，同时兼掌黄教事务。
3. 内蒙古喀喇沁贡桑诺尔布王旗的海山，著赐沁珠图格勒图世袭名号及辅国公爵，赏褐缰，并赏在喀尔喀台站驰驿特权，著授内务部司官之职。
4. 车臣汗部（中左旗）札萨克固山贝子棍布苏伦，忠心效力，著赏额尔德尼达赖多罗郡王爵，赐黄缰，充任朝臣，授兵部大臣之职。
5. 土谢图汗部（左翼后旗）札萨克镇国公察克都尔扎布，赏土谢图郡王世爵，赐黄缰，并充任朝臣，著授财政大臣之职。
6. 土谢图汗部（中左翼末旗）札萨克辅国公衔一等台吉那木萨赖，赏额尔德尼多罗郡王爵，赐黄缰，并充任朝臣，著授司法大臣之职。
7. 土谢图汗达什尼玛，赐世代坐绿围车，赏黄马褂和黄缰，并赐奥其尔巴特赛颜名号。
8. 车臣汗那旺纳林，赐世代坐绿围车，赏黄马褂、黄缰，并赐玛哈三味多达赖车臣世袭名号。
9. 札萨克图汗索特那木拉布坦，赐世代坐绿围车，赏黄马褂、黄缰，并赐额尔德尼毕希勒尔图世袭名号。
10. 赛音诺颜汗那木囊苏伦，赐世代坐绿围车，赏黄马褂、黄缰，并赐伊特格蔑特额叶太达沁（音译，原引文为Itgemjit Eyetei Daichin）世袭名号，亦将充任朝臣。
11. 车臣汗部（右翼中旗）札萨克郡王衔多罗贝勒、署理盟长棍布苏伦，赐车臣世袭名号及亲王衔多罗郡王世爵，赏褐缰，著授内务部副大臣之职。
12. 赛音诺颜部（中左旗）札萨克郡王衔多罗贝勒车登索诺木，赐达赖名号，晋封亲王衔多罗郡王，并赏褐缰，著授内务部副大臣。
13. 车臣汗部（中末旗）札萨克固山贝子多尔济车林，著授多罗贝勒爵，并赐毕希勒尔图世袭名号，授财政部副大臣之职 。

大蒙古国政府自1911年12月30日成立时起便设立五部，即外务部、内务部、兵部、财政部、司法部。起初由内务部大臣车林齐密特总掌朝政并掌黄教事务，内务部司官海山是其得力助手。1912年7月上旬，博克多汗又新设了内阁总理大臣之职，由那木囊苏伦担任首任内阁总理大臣。那木囊苏伦于1912年10月25日就任，并向博克多汗提名，任命那旺纳林为第一副总理大臣、棍楚克蘇隆为第二副总理大臣。此后，政府组成趋于稳定。
从1921年3月开始，蒙古恢复了独立，7月后，原来的王公贵族被从政府中清除，组建共产主义者主导的君主立宪制政府：
| 职务       | 名字              | 任命          | 离任      | 备注           |
| ---------- | ----------------- | ------------- | --------- | -------------- |
| 内阁总理   | 道格索姆·鲍道     | 1921年7月上旬 | 1922年1月 | 第二次鲍道内阁 |
| 外交部部长 | 道格索姆·鲍道     | 1921年7月     | 1922年1月 | 第二次鲍道内阁 |
| 内政部部长 | 彭朝克道尔吉      | 1921年7月     | 1922年1月 | 第二次鲍道内阁 |
| 军事部部长 | 达木丁·苏赫巴托尔 | 1921年7月     | 1922年1月 | 第二次鲍道内阁 |
| 财政部部长 | 索林·丹增         | 1921年7月     | 1922年1月 | 第二次鲍道内阁 |
| 司法部部长 | 马克思尔扎布      | 1921年7月     | 1922年1月 | 第二次鲍道内阁 |